# IFK Göteborg 2009

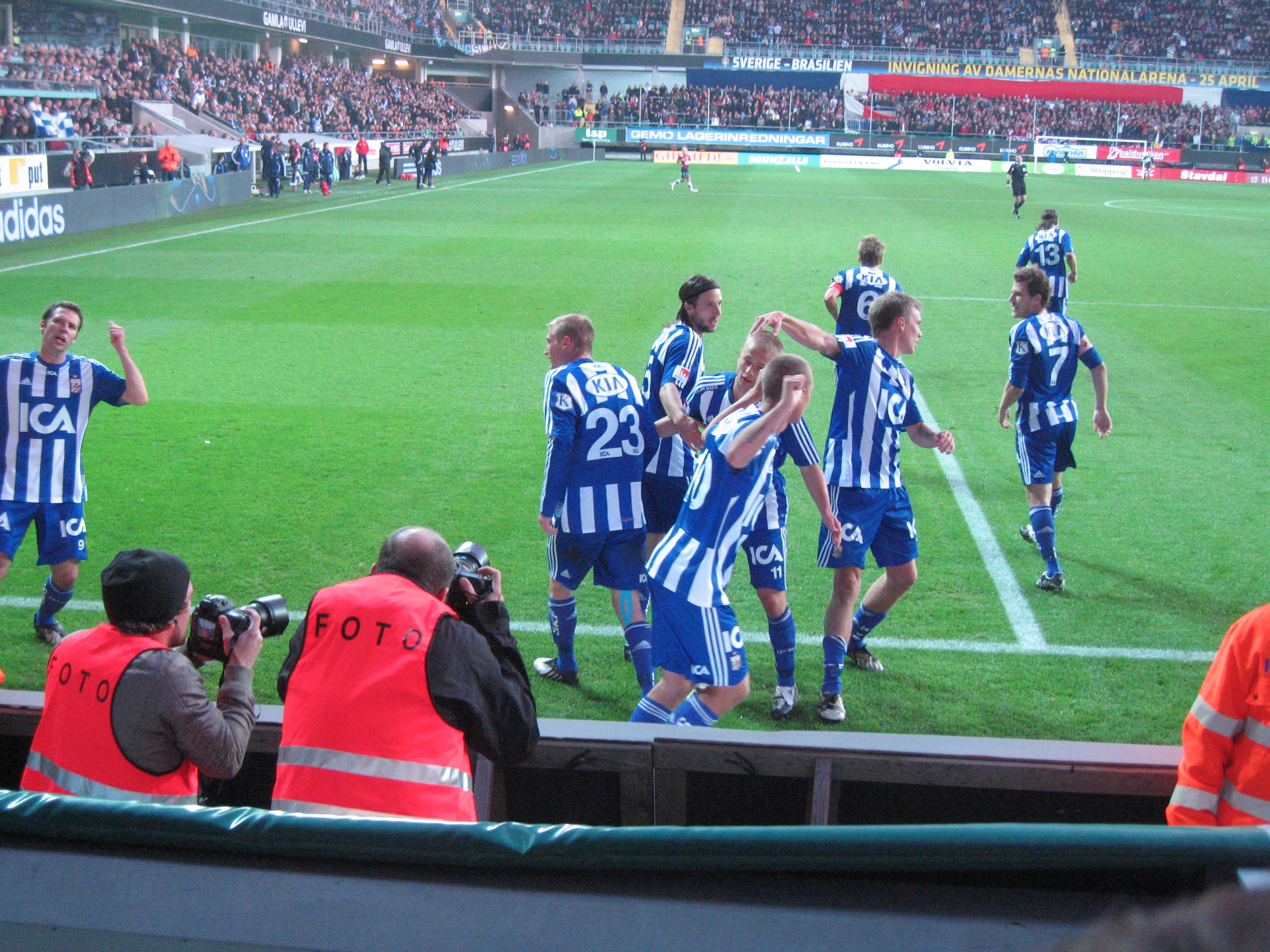
IFK Göteborg på Gamla Ullevi 20 april 2009.

IFK Göteborgs fotbollslag deltar säsongen 2009 i Svenska Supercupen, Allsvenskan, Svenska cupen och UEFA Europa League.

## Spelartruppen 2009
| Nr | Land    | Pos | Namn              |
| -- | ------- | --- | ----------------- |
| 1  | Danmark | MV  | Kim Christensen   |
| 2  | Sverige | F   | Karl Svensson     |
| 3  | Sverige | F   | Nicklas Carlsson  |
| 4  | Sverige | F   | Petter Björlund   |
| 5  | Sverige | F   | Mattias Bjärsmyr  |
| 5  | Finland | F   | Tuomo Turunen     |
| 6  | Sverige | F   | Adam Johansson    |
| 7  | Sverige | MF  | Tobias Hysén      |
| 8  | Sverige | MF  | Thomas Olsson     |
| 9  | Sverige | A   | Stefan Selakovic  |
| 10 | Island  | F   | Ragnar Sigurdsson |
| 11 | Sverige | A   | Robin Söder       |
| 12 | Sverige | MV  | Marcus Sandberg   |
| 13 | Sverige | MF  | Gustav Svensson   |
| 14 | Island  | F   | Hjálmar Jónsson   |

| Nr | Land    | Pos | Namn                    |
| -- | ------- | --- | ----------------------- |
| 15 | Sverige | MF  | Jakob Johansson         |
| 16 | Sverige | F   | Erik Lund               |
| 17 | Sverige | A   | Daniel Alexandersson    |
| 19 | Sverige | MF  | Pontus Wernbloom        |
| 19 | Sverige | A   | Hannes Stiller          |
| 21 | Sverige | A   | Nicklas Bärkroth        |
| 22 | Sverige | MF  | Tobias Sana             |
| 23 | Sverige | F   | Sebastian Eriksson      |
| 24 | Sverige | F   | Mikael Dyrestam         |
| 25 | Sverige | MV  | Erik Dahlin             |
| 28 | Island  | MF  | Theodór Elmar Bjarnason |
| 38 | Sverige | MF  | Niclas Alexandersson    |

Juniorspelare som spelat i A-laget under 2009
- 18. Mathias Etéus
- William Atashkadeh
- 29. Kamal Mustafa
- Niclas Martinsson
- Mikael Andersson

Not: Angivna tröjnummer är de som använts i allsvenskan. Juniorspelarna har använt olika tröjnummer under året eftersom de inte har a-lagskontrakt. Atashkade, som inte gjort någon allsvensk match, använde tröja nr 18 under försäsongens träningsmatcher, medan Etéus då använde tröja nr 27.

## Övergångar
In
| 2  | Sverige | F  | Karl Svensson (från Caen, Frankrike)                                  |
| 4  | Sverige | F  | Petter Björlund (från IFK Göteborgs u-trupp)                          |
| 12 | Sverige | MV | Marcus Sandberg (från IFK Göteborgs u-trupp)                          |
| 22 | Sverige | MF | Tobias Sana (från Qviding)                                            |
| 24 | Sverige | F  | Mikael Dyrestam (från IFK Göteborgs u-trupp)                          |
| 5  | Finland | F  | Tuomo Turunen (från FC Honka, transferfönstret sommaren 2009)         |
| 28 | Island  | MF | Theodór Elmar Bjarnason (från FC Lyn, transferfönstret sommaren 2009) |
| 19 | Sverige | MF | Hannes Stiller (lån från Qviding, transferfönstret sommaren 2009)     |
| 38 | Sverige | MF | Niclas Alexandersson (klubblös, värvad oktober 2009)                  |

Ut
| 10 | Sverige | MF | Niclas Alexandersson (slutat 2008)       |
| 11 | Sverige | F  | Mathias Ranégie (till BK Häcken)         |
| 12 | Sverige | MV | David Stenman (till Örgryte IS, lån)     |
| 18 | Sverige | A  | Jonas Wallerstedt (till GIF Sundsvall)   |
| 23 | Sverige | F  | Oskar Gustafsson (till Utsiktens BK)     |
| 24 | Sverige | MF | Jonatan Berg (till Gefle IF)             |
| 18 | Sverige | MF | Mathias Etéus (till FC Trollhätten, lån) |
| 19 | Sverige | MF | Pontus Wernbloom (till AZ Alkmaar)       |
| 5  | Sverige | F  | Mattias Bjärsmyr (till Panathinaikos)    |

## Klubben

### Tränarstab
Enligt 17 februari 2009 
- Huvudtränare:  Jonas Olsson och  Stefan Rehn
- Assisterande tränare:  Teddy Olausson
- Målvaktstränare: Ove Tobiasson
- Fystränare: Jonas Hellberg

### Spelartröjor
- Tillverkare: Adidas
- Huvudsponsor: ICA
- Hemmatröja: Blå/Vit
- Bortatröja: Vit/Blå
- Spelarnamn: Nej
- Övrigt:

### Övrig information
- Ordförande:  Kent Olsson
- Sportchef: Håkan Mild
- Arena: Gamla Ullevi (kapacitet: 18 800, planmått: 105x68 meter, underlag: gräs)

## Matcher 2009

### Träningsmatcher[2]
- 24 januari: borta mot Stabæk IF 0–0 på Telenor Arena
- 3 februari: borta mot FC Rubin Kazan 0–1 på Málaga
- 7 februari: borta mot FC Timisoara 2–0 på Málaga
- 13 februari: hemma mot Trollhättan 1–0 på Valhalla IP
- 19 februari: hemma mot Fredrikstad FK 6–2 på Valhalla IP
- 28 februari: hemma mot Qviding 3–0 på Valhalla IP
- 10 mars: borta mot RCD Espanyol 0–2 på El Montanya i Barcelona
- 12 mars: borta mot CD Banyoles 2–1 på El Montanya i Barcelona
- 28 mars: hemma mot Lilleström 1–2 på Backavallen i Hisings-Backa
- 26 juni: borta mot Vessigebro BK 5–2 på Brovallen i Vessigebro
- 30 juni: hemma mot FC Nordsjælland 1–3 på Siljevi i Grebbestad

### Supercupen
IFK Göteborg mötte i egenskap av regerande cupmästare de allsvenska mästarna Kalmar FF.
| Datum        | Arena            | Motstånd  | Resultat | Tävling            | TV  | IFK-målskyttar | Publiksiffra |
| ------------ | ---------------- | --------- | -------- | ------------------ | --- | -------------- | ------------ |
| 21 mars 2009 | Fredriksskans IP | Kalmar FF | 0–1      | Svenska Supercupen | TV4 | –              | 2 305        |

### Allsvenskan 2009
Alla matchresultat är skrivna i IFK Göteborgs favör.
| Nr | Datum             | Arena              | Motstånd          | Resultat | Publiksiffra |
| -- | ----------------- | ------------------ | ----------------- | -------- | ------------ |
| 1  | 6 april 2009      | Olympia            | Helsingborgs IF   | 0–1      | 13 120       |
| 2  | 11 april 2009     | Gamla Ullevi       | Djurgårdens IF    | 6–0      | 18 276       |
| 3  | 15 april 2009     | Rambergsvallen     | Häcken            | 1–4      | 5 136        |
| 4  | 20 april 2009     | Gamla Ullevi       | Örgryte           | 3–0      | 17 683       |
| 5  | 23 april 2009     | Söderstadion       | Hammarby IF       | 1–0      | 10 011       |
| 6  | 28 april 2009     | Gamla Ullevi       | Örebro SK         | 1–0      | 9 390        |
| 7  | 4 maj 2009        | Borås Arena        | IF Elfsborg       | 0–2      | 15 773       |
| 8  | 7 maj 2009        | Gamla Ullevi       | Gefle IF FF       | 3–0      | 7 088        |
| 9  | 17 maj 2009       | Gamla Ullevi       | Kalmar FF         | 2–1      | 12 351       |
| 10 | 21 maj 2009       | Gamla Ullevi       | GAIS              | 1–0      | 13 442       |
| 11 | 25 maj 2009       | Gamla Ullevi       | Malmö FF          | 2–0      | 15 267       |
| 12 | 30 maj 2009       | Gamla Ullevi       | IF Brommapojkarna | 4–0      | 10 168       |
| 13 | 5 juli 2009       | Örjans Vall        | Halmstads BK      | 0–0      | 9 247        |
| 14 | 12 juli 2009      | Råsunda            | AIK               | 0–1      | 20 174       |
| 15 | 19 juli 2009      | Gamla Ullevi       | Trelleborgs FF    | 3–1      | 9 716        |
| 16 | 26 juli 2009      | Vångavallen        | Trelleborgs FF    | 1–2      | 4 020        |
| 17 | 2 augusti 2009    | Gamla Ullevi       | Häcken            | 2–2      | 10 872       |
| 18 | 9 augusti 2009    | Gamla Ullevi       | Örgryte           | 2–1      | 11 199       |
| 19 | 16 augusti 2009   | Gamla Ullevi       | Helsingborgs IF   | 2–2      | 12 887       |
| 20 | 24 augusti 2009   | Stockholms Stadion | Djurgårdens IF    | 0–0      | 7 531        |
| 21 | 30 augusti 2009   | Gamla Ullevi       | IF Elfsborg       | 4–0      | 17 851       |
| 22 | 13 september 2009 | Strömvallen        | Gefle IF          | 3–0      | 5 890        |
| 23 | 20 september 2009 | Gamla Ullevi       | Hammarby IF       | 2–0      | 13 785       |
| 24 | 23 september 2009 | Behrn Arena        | Örebro SK         | 0–0      | 11 191       |
| 25 | 26 september 2009 | Fredriksskans IP   | Kalmar FF         | 1–2      | 6 667        |
| 26 | 5 oktober 2009    | Gamla Ullevi       | GAIS              | 2–1      | 17 947       |
| 27 | 19 oktober 2009   | Swedbank Stadion   | Malmö FF          | 1–0      | 18 293       |
| 28 | 23 oktober 2009   | Grimsta IP         | IF Brommapojkarna | 3–0      | 3 822        |
| 29 | 27 oktober 2009   | Gamla Ullevi       | Halmstads BK      | 2–2      | 16 687       |
| 30 | 1 november 2009   | Gamla Ullevi       | AIK               | 1–2      | 17 233       |

### Svenska cupen 2009
| Datum             | Arena         | Motstånd        | Resultat | IFK-målskyttar | Publiksiffra |
| ----------------- | ------------- | --------------- | -------- | --- | ------------ |
| 25 april 2009     | Gammliavallen | Ersboda SK      | 8–1      | 3′ Jakob Johansson (straff) 13′ Daniel Alexandersson 16′ Nicklas Carlsson 24′ Mathias Etéus 25′ Thomas Olsson 74′ Daniel Alexandersson 76′ Kamal Mustafa 86′ Nicklas Carlsson | 3 075        |
| 13 maj 2009       | Landskrona IP | Landskrona BoIS | 4–1      | 34′ Pontus Wernbloom 39′ Ragnar Sigurdsson (straff) 77′ Stefan Selakovic 83′ Stefan Selakovic                                                                                 | 2 082        |
| 9 juli 2009       | Gamla Ullevi  | Gefle IF FF     | 3–1      | 20′ Tobias Hysén 32′ Tobias Hysén 89′ Nicklas Bärkroth | 3 853        |
| 16 september 2009 | Olympia       | Helsingborgs IF | 3–1      | 17′ Sebastian Eriksson 76′ Tobias Hysén 89′ Theodor Elmar Bjarnason | 4851         |
| 7 november 2009   | Råsunda       | AIK             | 0–2      | | 24 365       |

### UEFA Europa league 2009
| Datum          | Omgång              | Arena                        | Motstånd           | Resultat | IFK-målskyttar     | Publiksiffra |
| -------------- | ------------------- | ---------------------------- | ------------------ | -------- | ------------------ | ------------ |
| 30 juli 2009   | Tredje kvalomgången | Gamla Ullevi                 | Hapoel Tel Aviv FC | 1–3      | 21′ Tobias Hysén   | 7 683        |
| 6 augusti 2009 | Tredje kvalomgången | Bloomfield Stadium, Tel Aviv | Hapoel Tel Aviv FC | 1–1      | 52′ Hannes Stiller |              |